# Вулиця Навроцького (Полтава)

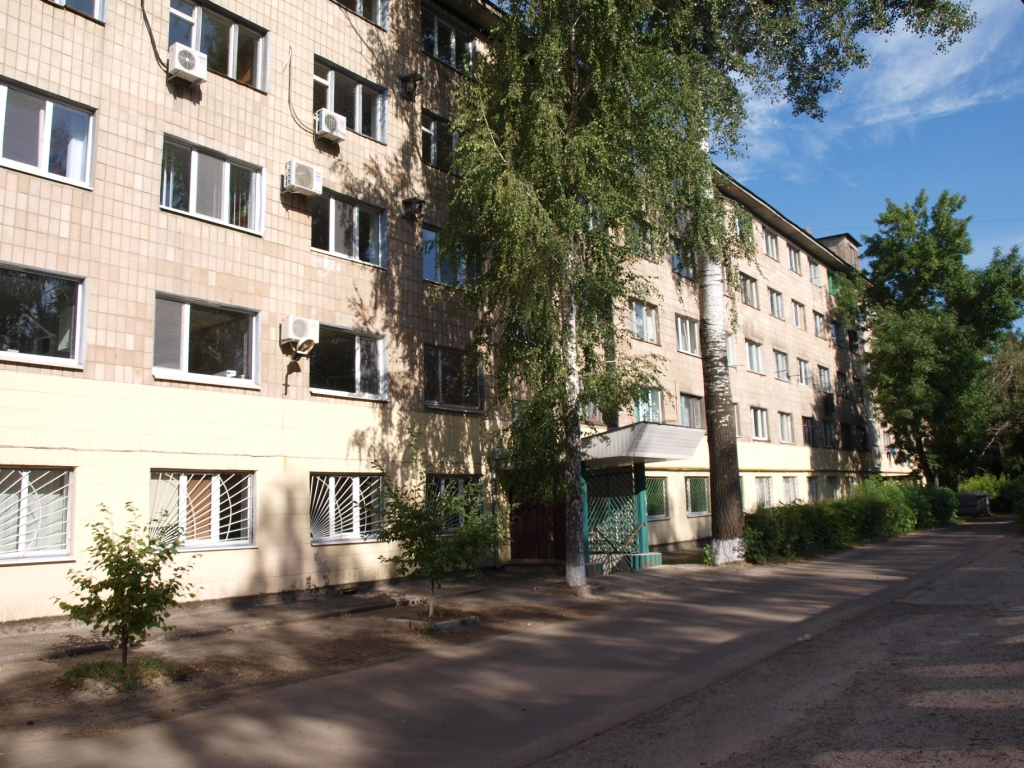
Гуртожиток УМСА (Навроцького 7)

Ву́лиця Навроцького — одна із вулиць Полтави, розташована у Шевченківському районі міста. Пролягає від вулиці Раїси Кириченко до території військової частини. Названа на честь Навроцького Олександра Олександровича.